# Donato Marra
Donato Marra (Napoli, 8 agosto 1940) è un funzionario italiano, consigliere di Stato dal 1994 e segretario generale della Presidenza della Repubblica italiana dal 15 maggio 2006 al 16 febbraio 2015.

## Biografia
Dopo essersi laureato con il massimo dei voti e la lode in Giurisprudenza alla Sapienza - Università di Roma, si è classificato, all'età di 24 anni, al primo posto nel concorso per la carica di consigliere parlamentare, ed è entrato in tale veste alla Camera dei deputati il 16 dicembre 1966.
All'interno della Camera ha ricoperto l'incarico di resocontista, per poi essere nominato segretario delle commissioni Lavori Pubblici e Bilancio. È stato inoltre vice capo del Servizio commissioni parlamentari, capo dell'Ufficio speciale Programmazione e Regolamento e addetto capo del Servizio Assemblea, vice segretario incaricato del coordinamento del settore legislativo.
Nominato Vicesegretario Generale il 26 settembre 1988, dal 1º luglio 1989 al 30 giugno 1994 è stato Segretario Generale della Camera dei deputati. In tale veste ha collaborato con i presidenti Nilde Iotti, Oscar Luigi Scalfaro, Giorgio Napolitano e Irene Pivetti.
Dal 23 gennaio 1995 al 16 maggio 1996 è stato inoltre sottosegretario di Stato al Ministero di Grazia e Giustizia all'interno del Governo Dini.
Dal maggio 1996 all'ottobre 1998 è consigliere per i rapporti con il Parlamento dell'allora Ministro di grazia e giustizia del Governo Prodi I, Giovanni Maria Flick.
Il 15 maggio 2006 viene nominato Segretario generale della Presidenza della Repubblica italiana. In occasione della rielezione di Giorgio Napolitano alla Presidenza della Repubblica avvenuta nell'aprile 2013, Marra viene riconfermato nel ruolo..
Il 3 febbraio 2015 il Presidente della Repubblica Sergio Mattarella gli chiede di restare temporaneamente in carica insieme ai consiglieri precedentemente nominati. Il 16 febbraio comunica a Mattarella la propria indisponibilità nel proseguire lo svolgimento delle funzioni di Segretario Generale e rassegna le dimissioni, venendo sostituito da Ugo Zampetti.
Autore di diversi contributi in materia di diritto parlamentare e costituzionale, Marra è stato anche docente di Diritto e procedura parlamentare alle Università degli Studi di Genova e Trieste.